# ドアラ
ドアラ（DOALA）は、日本のプロ野球球団中日ドラゴンズのコアラをモチーフにしたマスコットである。背番号は1994。1994年からマスコットとしてドラゴンズの数々の試合に登場している。
名古屋市とコアラの関係は深く、1984年（昭和59年）に初めてコアラが来日したのが名古屋市（名古屋市とシドニーが姉妹都市関係にある）であり、以来、東山動植物園では一番の人気者である。
ドラゴンズとコアラの関係は1987年からウインドブレーカーのワッペンにコアラが登場し、ホームラン人形にもコアラを使うようになった（元々はこの人形のことをドアラと呼んでいた）。その人気にあやかって1994年から登場したのが現在のマスコットのドアラである。

## 風貌・特徴など
ドラゴンズマスコットのアクション担当。性別は男。年齢は「アルコールOK（被選挙権があるかどうかは不明）」歳、身長は「アジアの頂点」cm、体重は「圧倒的な存在感」kg（この3つは「ドアラのひみつ」より）。頭はコアラ、胴体は細身の引き締まったヒトの形で、野球ボールのような青くて大きな丸いしっぽを持つ。体色はチームカラーと同じ青色。耳はとても大きく、白く長い耳毛を生やしている。眉は太く垂れており、つぶらな瞳で、鼻は黒くて大きく、口はいつも無機質に笑っている。顔部分色のみ、薄橙色である。
着ているユニフォームは中日選手陣と同じデザインが用いられており、背番号はデビューした年にちなんで1994。ビジター戦の際は選手と同じく青いビジターユニフォームを用いる。靴は大きく厚みのある楕円型で、色は体色と類似したドラゴンズブルー。側面に白でカタカナの「ド」をあしらったロゴがプリントされている。
イベント等でスーツを着用する事があるが、その際にはしっぽを出す為にズボンの前後を逆にする。これはしっぽをしまうと死んでしまうため。このスーツはAOKIの「もてスリム」である。
本人曰く「気弱で引っ込み思案、無口だがお調子者」とのことだが、実際には傍若無人なパフォーマンスを繰り広げ、周囲がどうであろうとも自らの存在感を存分にアピールする行動を繰り返す傾向にある。時折、逆に「棒立ちになったまま微動だにしない」といった行為を見せることもある。
年収はパンの現物支給。主食は5枚切りのパン。愛用のシャンプーはブルガリ。使用している暖房器具は石油ファンヒーター。お笑いが好きでお笑い番組を頻繁に見るとのこと。この他にも「手羽先」「コーン」は好物であるが、「味噌カツ」「梅干し」は苦手である。好きなゲームはスーパーファミコンの「パネルでポン」。将来の夢は「いつも寝ている生活」。
初期は顔が丸く赤みを帯び、目が小さかった。その後1997年、1999年、2003年に三度顔が変わり、2003年には現在の顔になっている。また、初期のユニフォームにはHITACHIやSUZUKIの広告が付いていた（「誕生から現在まで」の1994年の項も参照）。
『日経エンタテインメント!』2008年1月号誌上にて勝手にエンタ!大賞「あまりに自由過ぎるで賞」を受賞。「老若男女に愛される自由なパフォーマンス」が受賞理由。2008年度の名古屋市営地下鉄名城線で運行しているドラゴンズトレインの車内広告で、ドアラ自身は森野のことを「ライバルだと認識している」ことが明らかになった。
2011年8月17日の対巨人戦では、「エイデンエコナイター」として開催された試合に合わせ「エコドアラ」として登場。登録名はECO DOALAで背番号は2011。風貌は普段と変わらないが、自然を意識していずれも緑色の耳を覆う被り物・靴・ワッペン・葉を模した飾りを付けた手袋・しっぽには同じく葉を模した飾りを付け、観客に自然を大切にする気持ちを喚起していた。ただし頭の被り物はチャックが閉まらず、後頭部の青色が見えていた。「エイデンエコナイター」は2016年シーズンより「エディオンナイター」に名称変更の上で復活。その後は毎年開催されるようになり、当該試合では必ず「エコドアラ」として登場している。

## 交流関係
シャオロンが現れると弟が出来た兄のような扱いを受け暫く冷遇されていたが、独特のキャラクター性や魅力あるパフォーマンスが相まって、今では絶大な人気を集めている。
中日選手からだけでなく他の球団選手、他球団マスコットからもいじられキャラとして愛されている。特に森野将彦とは仲が良いことで有名で、ベンチ前等でお互いに笑顔でじゃれあう姿が多数アップロードされている。球団公式ブログでも、よくほほえましい2ショット写真が掲載されている。中日スポーツでの不定期コラム「ドアラのつぶやき」では、「ぼくのことを可愛がってくれてる」と森野との仲のよさをアピール。AllAboutのインタビューでは自分と森野との関係を「親友」と表現した。ラジオ番組『ドラゴンズワールド』のインタビューにて、森野はドアラについて「あいつしゃべらない。マスコットの中でもプロ意識が高い」とコメントを残しており、笑顔で笑いあう2人の間で何の言語が用いられているかは現在まで謎のままである。他に森繁和からも「しゃべったらどうだ?」と言われても一切喋らないのだが、落合博満とは唯一喋ることを落合自身が明かしており、主に私生活の事を喋るという。
過去には元ドラゴンズ選手の高橋光信との仲も良く、2軍に降格された高橋を何も知らないドアラがベンチを探す写真が球団公式ブログに掲載されたこともあった。他に他球団の選手（種田仁、佐伯貴弘、アレックス・ラミレス）ともよく一緒の写真が撮られる。
好きな芸人は高田純次、球界マスコットのライバルは千葉ロッテマリーンズのCOOL（本人談）。2008年7月のCDデビューにあたって、ライバルはジェロ、憧れの歌手は水谷豊と語った。水谷が憧れである理由としては「かっこいい」からだそうである。
故郷には伝説とされている、ゴールデンドアラがいる。外見はドアラと類似しているが、ドアラよりも眉毛が太く、耳毛は垂れ下がるほど長い。また目が赤く光り、ユニフォームと帽子に金ラメが施されているなど、さらに濃いキャラクターである。背番号はないが、背中には「MASCOT 美」（ブラックホッシーのパロディ）と書かれている。2003年9月15日〜9月17日の対巨人戦に限りドアラを鍛えるべく現れ、その容姿に巨人選手等を唖然とさせた。彼を鍛え上げた後は故郷へ帰って行ったが、これ以後はドアラが絶好調のためか姿を現していない。

### マスコット関係
東京ヤクルトスワローズのつば九郎とは同期。つば九郎とは「びじねすぱーとなー」として、球団の垣根を越えた交流を盛んに行っており、『週刊ベースボール』誌上にて筆談形式の対談を行った事があるほか、2009年3月2日に発売されたドアラの著書『ドアラのへや――かくていしんこくむずかしい』とつば九郎の著書『つば九郎のおなか――しょくよくにまけました』（ともにPHP研究所）の出版記念イベントを一緒に行い、2014年11月28日には2人が共演するDVD『つば九郎&ドアラ 球界No.1マスコットは俺だ! 漢の十番勝負!』（ポニーキャニオン）が発売された。2019年4月7日には神宮球場にて「つば九郎25周年&ドアラ25周年 スペシャルイベント」が開催された。また、2015年のシーズンオフからはドアラとつば九郎によるディナーショーが開催されており、2017年からは福岡ソフトバンクホークスのハリーホークと千葉ロッテマリーンズのマーくんも参加している。2021年・2022年のつば九郎の契約更改では、ドアラが「代理人」として交渉に同席した。
阪神タイガースのトラッキーとは非常に仲がよく、マスコット交流があるとよくパフォーマンスで張り合う。
広島東洋カープのマスコット・スラィリーとは、友情または親睦の証として、ユニフォームを脱ぎ裸体をドアラに見せ付け、文字通り「裸の付き合い」を行う。
読売ジャイアンツのジャビットとは良きライバルである。2009年の元日にドアラから読売グループのスポーツ報知宛てに届いた年賀状には「ジャビット君もばっちり決めてくるし、負けられません。」という宣戦布告とも取れる一文が書かれていた。しかし当のジャビットは至って冷静で、マスコット交流のときにはジャビットたちのダンスに乱入し邪魔をするドアラをジャビットがたしなめる場面も度々みられる。
横浜ベイスターズのホッシーファミリーとは、マスコット交流の際に様々なネタのコントで場内を楽しませるのが恒例となっている。
北海道日本ハムファイターズのマスコットキャラクター、B☆Bとも仲がよくマスコット交流があるとバク転対決を行う。
福岡ソフトバンクホークスのハリーホークとも仲が良く、2011年の日本シリーズではハリーがドアラをお姫様だっこする姿がしばしば見られた。
競技は違うが、同じ名古屋をフランチャイズとするJリーグの名古屋グランパスのマスコット・グランパスくんとの交流も2006年以降行われている。グランパスくん一家がドラゴンズの試合に、ドアラ達がグランパスの試合をそれぞれ相互訪問している。ドアラ曰くグランパスくんのことを「師匠」とも呼んでいる。

## パフォーマンス
ナゴヤドームの3回裏の攻撃終了時、ファンサービスとしてドアラのサインボールがチアドラゴンズのバズーカ砲によりスタンドに打ち込まれる。
8回表の攻撃終了後は一塁内野側で連続バック転の後、1回宙返りを試み、着地の良し悪しでドラゴンズの勝敗を占う。成功するとチアドラの歓喜の輪ができる。失敗するとメンバーからポンポンで叩かれる。一部のメンバーが散らかしたポンポンを拾うこともある。なお挑戦はガチンコで行われており、失敗も芝居ではなく本気で失敗している。不調により2軍落ちしたこともある。
セ・パ交流戦や日本シリーズなどで相手チームのマスコットが来場した際、三塁側相手チームマスコット、一塁側ドアラでバック転対決を行う（バック転ができる相手マスコットに限られる）。ただし、バック転にひねりを加える難易度の高い演技に挑んで失敗することもある。地方球場主催時やビジター球場では、芝の状態がナゴヤドームと違うことからひねりなしで行う事が多い。
ドラゴンズの選手が本塁打を打つと、その喜びを表すために連続バック転のパフォーマンスを本塁の近くで行っている。試合終了後のヒーローインタビューにドラゴンズの選手が呼ばれた時には、ドアラ人形つきのマイクが向けられる。ヒーローインタビューの後にお立ち台で選手と写真撮影を受けるが、一部選手（森野ら）からは腕で払いのけられてお立ち台から落とされるという仕打ちを受けている。
ドアラ自身は2008年のAll Aboutのインタビューで「星野監督に怒られた事はない」と語る一方「おちゃらけたことは拙いだろうな、と自主規制していた」とも振り返っている。
お得意の敬礼ポーズは映画『踊る大捜査線 THE MOVIE』で青島刑事が怪我をして室井の車で運ばれて行く際、道路で警備中の警察官が車に向かって敬礼をしていたシーンを参考にしたとのこと。
2007年、オフ中の地道な仕事をこなしながら映画やアニメで忍者が雲隠れをする際の「ドロン!」ポーズを会得。同年のパフォーマンスの方向性は、志村けんを基本とし、小島よしお、藤崎マーケットを取り入れている。また、時折パントマイム芸を披露する。2008年からは「1・2・3・ドアラー!」やインパルス・堤下敦のティディベアなどを披露している。2009年にはオードリー・春日俊彰の「鬼瓦!」ポーズも披露。
2022年、97年以来継続してきた7回終了時のバク転パフォーマンスを終了すると発表。理由は本人曰く「球団から体を気づかってもらった。まだ自信はあったけど、色んな人に迷惑をかけてるしな～と」とのこと。

## 誕生から現在まで
1994年
- 広告代理店「大広」の当時のドラゴンズ担当男性社員・山田達夫が「グラウンドでコミカルに演じるマスコットの必要性」を説いて球団に掛け合う。球団側は当初デザイン料や維持費を考慮して採用には否定的だったが、ユニフォームにスポンサーを付けるなどの条件付きで認められた。その結果として「ドアラ」が誕生した[13]。なお、ドアラという名前はホームラン人形（コアラのぬいぐるみ）として以前より存在していた。背番号は名古屋に因んで「758」だったが、背中にはスポンサーロゴが入っていたため胸にのみ付けられていた。
- 誕生にかかわる設定は変転している。『中日スポーツ』2006年10月13日付ではドアラ自身の言葉として「ナゴヤ球場で拾われて」という一文があった。しかし『ドアラのひみつ』では一転して「捨てコアラなんて失礼な」と否定している。このため同書の奥付にあるドアラの経歴は「ナゴヤ球場に捨てられていたところを拾われてマスコットになったと、本人が語った事もある真相はナゾ」としている。

1997年
- ナゴヤドームへの本拠地移転と新マスコット「シャオロン」登場に合わせリニューアル。体型や顔が変更。ユニフォームにも、それまでのスポンサーロゴに代わり背番号「000」が付く。また、顔は1999年と2003年にも変更しており、2003年には現在の顔と靴になった。

2004年
- ドラゴンズのユニフォーム新調と同時に背番号が変更。登場年の「1994」になった。

2005年
- プロ野球交流戦開始に伴い、対パシフィック・リーグ所属球団戦の遠征に帯同。12球団のマスコットのうち、唯一交流戦で全球場を訪問。
- 8月16日の対巨人戦で、落雷によってナゴヤドームの照明の50%が消えた際、復旧までの約30分間バック転等のパフォーマンスをし続け間を持たせた[14]。

2006年
- 5月交流戦開幕に合わせ、ビジター用ユニフォーム新調。
- 7月25日からの3日間、ゆかたデーに浴衣姿で登場。いわゆる「岡っ引スタイル」でバック転もする。
- 8月25日、第1回ドアラデーを開催（対横浜戦）。「今日は俺が主役」のたすきをかけ登場したドアラ中心のイベントを行う。
- フルキャストスタジアム宮城では、仮面ライダーショーに飛び入り参加して、ショッカーをやっつける。「自分がこんなに強いなんて、自分でも知らなかった」（本人談）。
- 東海テレビナイター中継3時間スペシャルにて、DMVP（ドアラが決めるMVP）に自分を選ぶ。
- 10月10日、敵地・東京ドームで落合監督のリーグ優勝の胴上げに参加。また、マスコットながら、ビールかけにポンチョを着て参加。
- 10月24日からの3日間、日本シリーズ（対北海道日本ハムファイターズ）の札幌ドーム3連戦に同行するも、日本一ならず。ベンチ裏で落ち込み、対戦相手であるファイターズのチア・ファイターズガールに慰められる。
- 12月14日からの5泊7日のラスベガスへの優勝旅行には参加せず。

2007年
- 5月26日、埼玉西武ライオンズのホーム・西武ドーム（グッドウィルドーム）での交流戦の試合前に行われたイベントで、ゲストとしてドアラが出演したが、棒立ちのまま動かない様子が撮影されてインターネット上の動画サイトに投稿され「ドアラの静止芸」と評され、人気となった。これに対してドアラ本人は「あれはステージに出るタイミングを間違えたんですかねぇ。ひょっとしてヤバイかもと思って壁になってたつもりです」と話した[15]。
- 8月19日、第2回ドアラデー開催。ドアラ自身が脚本・演出を担当したヒーローショーでは、マスコットとは思えないような華麗な殺陣を披露する。
- 11月1日、53年ぶりの日本一を果たしたビールかけに昨年同様ポンチョを着て参加。途中で選手や関係者に羽交い絞めにされながらビールを浴びせられる様がTV中継で放送された。また一部テレビ局の優勝特番のレポーターからコメントを求められた。
- アジアシリーズ優勝後、『中日スポーツ』の紙面を使い　アジア王・ドアラに即位したことを宣言する。
- 11月12日に発売された『タウンワーク』の表紙を飾る。なおタウンワークのキャラクター「JoBooB」もドラゴンズのユニフォームを着用し、ドラゴンズのロゴ「CD」が書かれた扇子を手に踊っている挿し絵が載った。
- Yahoo!で行われた球団マスコット人気ランキングで1位を獲得した[16]。
- CM出演しているアピタ・ユニーで特製ドアラマグカップ（3種類）が作られ、12月に愛知・岐阜・三重・長野・奈良の店舗限定で買い物客にプレゼントした。ちなみに「王様ドアラ」「殿様ドアラ」などのデザインがある。

2008年
- アピタ・ユニーの正月セールに売り出された「ドラ福袋」には「ドアラと行く沖縄キャンプ激励ツアー」「トヨタ・ポルテドアラエディション（抽選販売）」が登場。ドアラと行く沖縄キャンプ激励ツアーには66人の定員に対し2,000人以上が応募した（2008年2月29日放送「おもいッきりイイ!!テレビ」より）。
- 1月2日にナゴヤハウジングセンター日進梅森会場（愛知県日進市）にてトークショーを開催した。この模様は翌日付の『中日スポーツ』1面を飾り、記事のリードには「前代未聞のトークショー」と書かれた。
- 2月22日、『ドアラのひみつ――かくさしゃかいにまけないよ』（ISBN 978-4-569-69823-6）を出版。
- 3月、ナゴヤドームの外野看板にドアラのイラスト（レフト側）が登場。なお同時にシャオロン&パオロンのイラスト（ライト側）も登場した。
- このシーズンから公式戦のイニング間のショートプログラムとしてドアラがスタンド・フィールド内のどこからか登場する「ドアラにおまかせ」が始まった。しかし昨今のあまりのドアラ人気のため、観客が殺到する恐れがあることから開幕3連戦後にプログラムを休止すると一度発表されたが、登場エリアをグラウンドなど安全なエリアに限定するなどして継続する事が決まった。
- 5月26日、『公式ドアラ写真集　ドアラ☆チック』（ISBN 978-4-569-70098-4）を出版。
- 7月23日、CDミニアルバム『ドアラのテーマ』、およびDVDソフト『ドアラのすべて』を発売。
- 8月31日、第三回ドアラデー開催。スペシャルステージでは、昨年倒した悪の親玉?との再対決が行われた。
- 9月12日、DVDソフト『ドアラの休日　げんじつとうひ、してみました』を発売。
- 10月27日、毎年恒例の球団カレンダーとは別に2009年版ドアラカレンダーが発売された。
- 11月1日、アクションフィギュア『figma ドアラ ホームVer.』を発売。12月には『ビジターVer.』も発売された。
- 11月21日、『中日スポーツ』のウェブサイトに設けられた特設コンテンツを書籍化した『ドアラの九州旅日記』を出版。

2009年
- 3月2日、『ドアラのへや――かくていしんこくむずかしい』（ISBN 978-4-569-70587-3）を出版。
- 4月2日、任天堂Wii用ゲームソフト「ドアラでWii」を発売。
- 6月29日、JR東海の「九州行くなら新幹線」キャンペーンに伴い、九州親善大使に勝手に就任した。
- 7月28日、韓国観光公社から「韓国観光名誉広報大使」の委嘱を受ける。
- 7月29日、韓国のソウル・蚕室野球場で、中日の友好球団・LGツインズの試合の始球式を行う。

2010年
- 11月5日、GREEでブログを開始。ただし、11月中はドアラがデジタルが苦手という理由で広報の石黒が担当しており、翌月12月1日よりドアラ本人が正式に担当となった。

2011年
- 前述の通り、開幕以降バク転の成功率が低いため、一時2軍落ちを経験。
- この年シーズンの途中から臀部疾患に悩まされており、シーズンオフを利用して患部の手術に踏み切ることとなった[17]。この為、12月3日に催行される中日ドラゴンズの2011年セントラル・リーグ優勝記念パレードへの参加を断念する[18] との報道があったが、中日ドラゴンズ球団が『ドアラはパレードには予定通り参加する』ことを公式ブログにて改めて表明し、パレード不参加報道を否定した[19]。パレードには通常通り参加したが、参加時点ではまだ手術は行われておらず、終了後に行うとされる。

2012年
- ユニホームの変更に伴い、ドアラも衣替え。キャップ・アンダーシャツ・スパイクが鉄紺色になったものの、ドアラの体色は引き続きドラゴンズブルーのままである。
- 昨年と同様、開幕以降バク転が相次いで失敗したことを受け、戦力外通告を検討。代わりにスクウェア・エニックスのブラウザゲーム『モンスタードラゴン』の公式キャラクターであるドラコを新マスコットとして獲得することを検討していることを明らかにした（ドラコ検討の理由は、開始5ヶ月でTwitterのフォロワー数が2万人を突破させたため）。しかしながら、ドアラの長年の功績を考慮し、中日ドラゴンズとスクウェア・エニックス双方のフィールドを利用した3本勝負を行い、両社による判定の下、勝ち残った方を新マスコットに任命する予定。なお、この件でドアラの任期が結果発表となる2012年9月まで暫定的になっていることが同時に明らかになっており、負けた場合は即交代となる予定[20]。9月19日に結果が発表され、3本勝負の結果、ドアラの2勝1敗でドアラが勝利する結果となり、引き続きドアラが中日のマスコットを務める事となった[21]。

2013年
- 8月19日、ドアラがトレーニング中に左手中指を骨折をし、手術して無事成功したが医師から5週間バク転禁止となった。この為8月21日の広島戦からは、三輪自転車に乗って場内を一周するパフォーマンスを行っていた。
- 12月18日、マスコットになって初の契約更改交渉。選手同様25%ダウンとなる食パン750グラム[22] で契約更改をした。ゼネラルマネージャーの落合博満から（体力の続く限り）終身契約を要望されていた[23] ことが明らかになった。

2014年
- 9月7日、前年の左手中指骨折、さらに本年も右足首じん帯損傷の影響から夏場にバク転ができなかったことから、全労済の「こくみん共済」へ加入する。プロ野球のマスコットとしては初となり、試合中のバク転でケガをした場合には最大で1年間の年俸（＝1年分の食パン）が保障される契約となっている。[24]

2015年
- 8月に半月板を損傷[25]。その影響でシーズン後期はヒネりを加えたバク転が出来なかった。12月21日に契約交渉を行い、食パン50グラム増の750グラムにて契約更改を行った（なお、2013年の契約では1キログラム→750グラムへの25%減俸となっていることから、非公開にて2014年に契約交渉並びに年俸700グラムにて更改が行われたと推定される）。会見では来期が球団創設80周年の節目になることから今後の意気込みを聞かれ「侍になる」とのコメントを残している[26]。

2016年
- 1月25日にヤクルトのマスコット・つば九郎とともに、同年3月5日の台湾代表との強化試合（於：ナゴヤドーム）の1日限定にて侍ジャパンに加入することが発表された[27]。12月の契約更改では20％減の食パン600グラムプラス出来高払いで契約更改。
- 12月1日、ブログをLINE  BLOGに引っ越し。

2020年
- 12月21日に契約更改を行い、前年からの現状維持（食パン612グラム）にてサインした。なお、2017年から2年間の複数年契約を結んでいた[28]。
- テレビ大阪製作のテレビアニメ『トミカ絆合体 アースグランナー』の第35話で、シャオロンやパオロンらと共に、セ・リーグのマスコットキャラが念願のカメオ出演を果たしている。

2023年
- 3月9日、LINE　BLOGのサービス終了に伴い、Amebaブログに引っ越し。

## メディア出演
TV・ラジオ
- アピタ・ユニー（現・ピアゴ） - 「ドラゴンズ朝市」開催告知TVCM等。なおこのCMは、ドラゴンズとユニーがタイアップ企画を実施し始めた2004年頃から出演している。2007年度までは脇役的扱いだったが、2008年春からのCMで主役となる。また、優勝や日本一決定時に放送するCMでは、涙を流すドアラが映されている（恐らくCGによる合成）。この他、ドラゴンズ応援番組などに突如出演することがある。なお出演したときも、ナゴヤドームで見るドアラと変わらないテンションである。
- 2008年3月31日から9月途中まで東海ラジオ放送のガッツナイター最前線・月曜日にドアラが初のレギュラー出演するコーナーが登場した。ただしドアラは毎回メールを通じての出演となる。第1回目はドアラの近況報告と、ナゴヤドームで今季から行う予定だったドアラにおまかせがドアラ人気により安全面を考慮して行われていないことと、8回のバック転が成功していないというドアラの悩みを紹介した。2回目以降からはリスナーから寄せられた悩みについてドアラが答えていた。
- ザ☆ネットスター!4月号（2008年4月5日放送）では、現在インターネット上で脚光を浴びる存在として紹介され、ドアラ本人もゲスト出演[29]。SOS団の部室を模したセットの外側から擦りガラスの窓を叩いて突如登場し、喜屋武ちあきら出演者を大いに驚かせての登場となった（出演者用の台本のみ、ドアラ出演については一切触れられていなかった）。質問コーナーでは、「シャオロンとパオロンのことはどう思っている？」という質問に対して「仕事なかま」、「妙な動きをするのは何故？」という質問に対しては「いたってマジメですけど」と回答。また、同じくゲストの金田朋子からは、「凄く低姿勢」「腰が柔らかい」「遅くにも花が咲いて良かったですね」と独特の評価を下されている。ただし、踊りを披露した時、そのクネクネとした動きには難色を示された。

映画
- 2008年12月20日に公開されたアニメ映画『劇場版 ゲゲゲの鬼太郎 日本爆裂!!』では「中部・北陸バージョン」でチアドラゴンズとともに登場、ナゴヤドームでチアドラゴンズの一員となったネコ娘とともにパフォーマンスを披露していた[30]。

新聞
- ドアラのつぶやき - 中日スポーツでプロ野球公式戦期間限定連載（基本的に火曜日掲載）。2007年4月3日付から開始。試合中にグランドやベンチに入ることが可能なドアラが、試合中に気づいたこと、水面下の努力や悩みなどを、中日ドラゴンズ・広報担当の石黒哲男がドアラに代わって伝えるというもの。携帯サイト「ドラゴンズ情報」でバックナンバーの閲覧が可能。

ブログ
- Dragons 中日ドラゴンズ公式ブログ - ウェイバックマシン（2006年3月26日アーカイブ分） - マスコット情報として、ドアラの画像がほぼ連日のように多数掲載されている。ドラゴンズ情報がメインではあるが、「ドアラの情報が一番多いかも」というスタンスで運営が続けられている。
- 2010年11月5日、GREEでブログを開始、11月19日にGREEの「芸能・エンタメ」コーナーに、アプリ「ドアラのはこ」をオープン。第一弾としてドアラガチャを設置。2016年12月1日、LINE  BLOGに引っ越し。2023年3月、Amebaブログに引っ越し。

イベントなど
- 2008年1月2日に愛知県日進市のナゴヤハウジングセンター日進梅森会場にて「中日ドラゴンズ石黒広報トークショー＆ドアラもやってくる!」が開催され、ドアラへの質問イベントがホワイトボードを使った筆談で行われた。これによりドアラの年俸や主食、使用しているシャンプーや好きな芸人、2008年の抱負など多数の非公開情報が公開される。同イベントは午前の部・午後の部とあわせ、延べ1,700人が訪れた。当日は中日スポーツ（翌日にはトップ記事であった）のほか、午後の部は日本テレビの取材クルーも来ていた。
- 同年11月1日から11月3日までジェイアール名古屋タカシマヤにて期間限定の「ドアラカフェ」がオープン。毎日400枚限定の整理券は開店後数分でソールドアウトした[31]。
- 2009年2月22日に中京大学文化市民会館オーロラホールにて、声優・歌手の田村ゆかりのライブ「LOVELIVE 2009 *Dreamy Maple Crown*」が開催され、特別ゲストとしてドアラが登場して、自らもドアラの物真似をする田村自身も驚きを隠せず興奮していた[32]。
- 2012年にL'Arc〜en〜Cielのライブ「20th L'Anniversary WORLD TOUR 2012 THE FINAL」が開催され、かねてからドアラ好きを公言していたメンバーのyukihiroプロデュースのもと、ドアラとyukihiroの似顔絵がプリントされた「ドアラルクチョコレート」が横浜、大阪、東京でのツアー会場限定グッズとして発売された。また、このツアーの日産スタジアム公演では、ライブの途中でドアラ出演のドアラルクチョコレートのCMが流された。CMでは名古屋市内の名所（名古屋城など）をドアラがまわり、最後にナゴヤドームを背景にドアラがドアラルクチョコレートを片手にポーズを決めるというものであった。なお、CM中のBGMはyukihiroが作曲を手がけた『New World』であった。（WORLD TOURではyukihiro以外にもメンバープロデュースのグッズが販売されており、横浜・大阪の公演では1日1人のメンバーのグッズのCMが流れている。また同CMは最後に行われた国立競技場でのライブでも再度流れている）。そして、2013年以降もライブがあるたびにコラボグッズが販売されている。

宣伝キャラクター
- 2009年7月、愛知トヨタ自動車のキャンペーンキャラとしてドアラを起用。
- 2009年8月30日投票の第45回衆議院議員総選挙において、愛知県選挙管理委員会がドアラを広報キャラクターとして起用[33]。
- 2010年7月11日投票の第22回参議院議員通常選挙において、愛知県選挙管理委員会がアイドルグループ・SKE48と共にドアラを広報キャラクターとして再び起用[34]。
- 2011年1月7日愛知県警察千種署の1日警察署長に任命される[35]。

## 著書
- 『ドアラのひみつ：かくさしゃかいにまけないよ』（PHP研究所、2008年2月、ISBN 978-4-569-69823-6）

球界関係者による著作は多岐に渡るが、マスコット自ら著作を発表することは極めて異例といえる。「本はあくまで通過点。目指すはマスコット界のトップです。僕の力でナゴヤドームを満員にしたい」（『ひみつ』刊行時本人談）。出版元は刊行当初、初版を7,000部発行すると発表したが、ファンから「もっと増刷して欲しい」との要望が多数寄せられ（中日スポーツによる）、その後初版を70,000部に増刷した（2008年2月14日の中日ドラゴンズ公式ブログより）。2008年1月下旬には楽天ブックス、Amazon.co.jp、セブンアンドワイの三大ネット書店の予約ランキング1位を獲得した（『ハリー・ポッターと死の秘宝』を抑えての1位）。発売後も売れ行きが好調だったため、50,000部の増刷を行なった。出版元は名古屋タイムズの取材に対し「球団公式ブログに情報が掲載され多くの問い合わせがあり、ドアラの本を出版することに不安を感じていた上司も『売れるんじゃないか』と期待しています。出版業界でヒットといわれる5万部以上売れてほしい」（2007年12月21日付名古屋タイムズより一部参考&引用）と答えている。
- 『ドアラ☆チック』（中日新聞出版開発局編著、PHP研究所、2008年5月、ISBN 978-4-569-70098-4）

ドアラの公式写真集。ナゴヤドームや遠征でのパフォーマンス光景などのほか、ドアラの生い立ちや「ドアラのつぶやき」のダイジェストなどが収録されている
- 『ドアラの九州旅日記』（中日新聞社開発局出版開発部著、中日新聞、2008年11月、ISBN 978-4-806-20581-4）

中日スポーツで連載されたドアラ自身が書いた新聞小説風「日記」を書籍化。WEBで公開されたムービーを収録したDVD付き。JR東海ともタイアップが行われた。シーズン中にもかかわらず旅をした場所は別府、由布院、太宰府、博多、阿蘇、熊本、門司港、長崎となっている。別府では「地獄ドアラ」が、また温泉では初の裸体もさらけだしている。
- 『ドアラのへや：かくていしんこくむずかしい』（PHP研究所、2009年2月、ISBN 978-4-569-70587-3）
- 『ドアラのひみつ手帳 2009：めのまえのしごとをコツコツと』（PHP研究所刊、2009年3月、ISBN 978-4-569-70767-9）
- 『ドアラの何かしら頑張ってます：チアドラも』（産経新聞大阪本社刊、2013年9月8日）

初版はAmazonのみの販売
- 『誰も知らなかったドアラ学：決定版』（誰も知らなかったドアラ学制作委員会著、畑中英之監修、金森康浩編、流行発信、2014年3月、ISBN 9784890402267）
- 『ドアラの愛した硬式：きおくにございません』（PHP研究所、2014年5月、ISBN 9784569819259）

## CM
- アピタ 『ドラゴンズ朝市』 - ユニーが2008年にブランド名「アピタ」に「ピアゴ」を新しく追加した事により、一部歌詞が変更されたが、そのまま継続されている。
- アピタ 『中日ドラゴンズ 優勝おめでとうセール』 （2004年） - ドラゴンズがリーグ優勝した時のCM。
- ローソン、CBCラジオ 『ドアラベーカリー』 （2008年）- ローソンとCBCラジオの番組『聞けば聞くほど』のタイアップ商品のCM。中部地区限定でドアラベーカリーとして7種の菓子パンが販売された。
- アピタ 『中日ドラゴンズ 感動ありがとうセール』 （2007年） - ドラゴンズが日本シリーズで勝ち、日本一になった時のCM。
- アオキーズ・ピザ 『でらうまセット』 （2008年） - タイロン・ウッズと大豊泰昭との共演。CMは2種。
- アピタ 『ガンタン初売り』 （2008年〜2009年） - ジョイマンとの共演。
- セガ『ぷよぷよ7』 - 「みんなのぷよ顔CM-ドアラ篇-」（2009年7月 - ）
- 愛知県選挙管理委員会、明るい選挙権推進愛知県協議会 『衆議院議員総選挙』（2009年） - 矢野きよ実との別撮りの共演
- 愛知県選挙管理委員会、明るい選挙権推進愛知県協議会 『参議院議員通常選挙』（2010年） - SKE48と共演
- セガ『プロ野球チームをつくろう!ONLINE 2』（2010年） - 「野球・愛チェック ドアラ篇」
- NTTドコモ、東海テレビ 『ドアラオリジナルデコメ』 （2010年）
- アピタ・ピアゴ 『中日ドラゴンズ 優勝おめでとうセール』 （2010年） - ドラゴンズがリーグ優勝した時のCM。
- NHK名古屋　『地上アナログ放送終了告知スポット・デジ替え体操』（2010年） - 童謡「おべんとう箱の歌」の替え歌に合わせて踊る内容。一部に出演。
- J SPORTS『武井咲&球団マスコット 野球編』（2012年） - 武井咲と球団マスコットのスラィリー（広島東洋カープ）・マーくん（千葉ロッテマリーンズ）・バファローベル（オリックス・バファローズ）・クラッチ（東北楽天ゴールデンイーグルス）と共演
- 保険相談センター（2014年）[37]

## CD
- 『ドアラのテーマ』 （KICS-1377）

キングレコードから2008年7月23日発売、1,387円。「DJドアラ」名義としてCDデビュー。本アルバムには「ドアラのテーマ」をベースに、3種のアレンジ曲（食パンミックス、ブラックストーンミックス、トントトーンミックス）に加え、ドアラのリクエストで「おおきなくりのきのしたで（ドアラミックス）」がボーナストラックとして収録されている。
- 「希望のドアラ」 （PDL-1）

HODAMONDEブラザーズ（インディーズ扱い）から2009年8月8日にドラゴンズ通販サイトなどで先行発売、同年9月9日より全国発売、952円。HODAMONDEブラザーズ（作曲、編曲・原 淳、作詞・弥富マタハチ、歌・横井則子）がドアラの応援ソングとして、「ドアラ☆ONDO」、「希望のドアラ」を歌う。

## DVD
- 『ドアラのすべて』

発売元：中部日本放送、販売元：ビクターエンタテインメント から2008年7月23日、2,800円で発売。イベントや交流戦での活躍、「ドアラの歴史」などが収録されている。
- 『ドアラの休日：げんじつとうひ、してみました』

メディアファクトリー から2008年9月12日に2,800円で発売。プロデュース・演出・出演全てをドアラが担当し、タイでのロケーション映像も収録されている。
- 『つば九郎&ドアラ：球界No.1マスコットは俺だ!漢の十番勝負!』

発売元：フジテレビジョン・東海テレビ放送、販売元：ポニーキャニオンから2014年11月28日発売。デビュー20周年を記念して、同じくデビュー20周年を迎えたつば九郎とコラボレーションしたオリジナルバラエティDVD。

## ゲーム
- 『ドアラでWii』

Wii用ゲームソフトとして、テラボックスより2009年4月2日発売、4,571円。メーカーによるジャンルは「バラエティ要素付きのコミュニケーションゲーム」。9種のミニゲーム集だが、1人プレイのみ。シャオロンとパオロンも登場する。ただし、中日ドラゴンズの選手は登場しない。初回特典として「ドアラの耳」がついた。
非常に難易度が高く、ゲームのしての評価は低い。
テーマソングとして「わたくしドアラです」があり、リミックスとして「わたくしドアラです〜レッツゴー！陰陽師Remix〜」がある。ネット配信のみでCD化はされていない。
- ミニゲーム
  - ドアラのへや
  - アクロバット
  - Do and Range
  - ドーリング
  - 接待ピッチング
  - 武士道魂
  - Dash and Rush* Secret Action
  - Secret Action 〜one more stage〜

- 『ドアラのはこ』

GREE用ソーシャルゲームとして、エイチームより2010年11月19日発売、基本料金が無料のアイテム課金制。